# Plaisance (Gers)
Pour les articles homonymes, voir Plaisance.
Plaisance (Plasença en gascon), dite aussi Plaisance du Gers, est une commune française située dans le département du Gers, en région Occitanie. Sur le plan historique et culturel, la commune est dans le pays de Rivière-Basse, un territoire qui s’allonge dans la moyenne vallée de l’Adour, à l’endroit où le fleuve marque un coude entre Bigorre et Gers.
Exposée à un climat océanique altéré, elle est drainée par l'Arros, le ruisseau de Larté, Canal de Cassagnac, la Barne et par divers autres petits cours d'eau. La commune possède un patrimoine naturel remarquable composé d'une zone naturelle d'intérêt écologique, faunistique et floristique.
Plaisance est une commune rurale qui compte 1 426 habitants en 2022.  Ses habitants sont appelés les Plaisantins ou  Plaisantines.

## Géographie

### Localisation
Plaisance est située en Gascogne dans le sud du département du Gers, à l'ouest d'Auch.

### Communes limitrophes
Plaisance est limitrophe de six autres communes.
Les communes limitrophes sont  Beaumarchés, Galiax, Jû-Belloc, Lasserrade, Saint-Aunix-Lengros et Tasque.
|           | Tasque              | Lasserrade  |
| Galiax    | Plaisance           |             |
| Jû-Belloc | Saint-Aunix-Lengros | Beaumarchés |

### Géologie et relief
La superficie de la commune est de 1 371 hectares ; son altitude varie de 122  à   186 mètres.
Plaisance se situe en zone de sismicité 2 (sismicité faible).

### Hydrographie

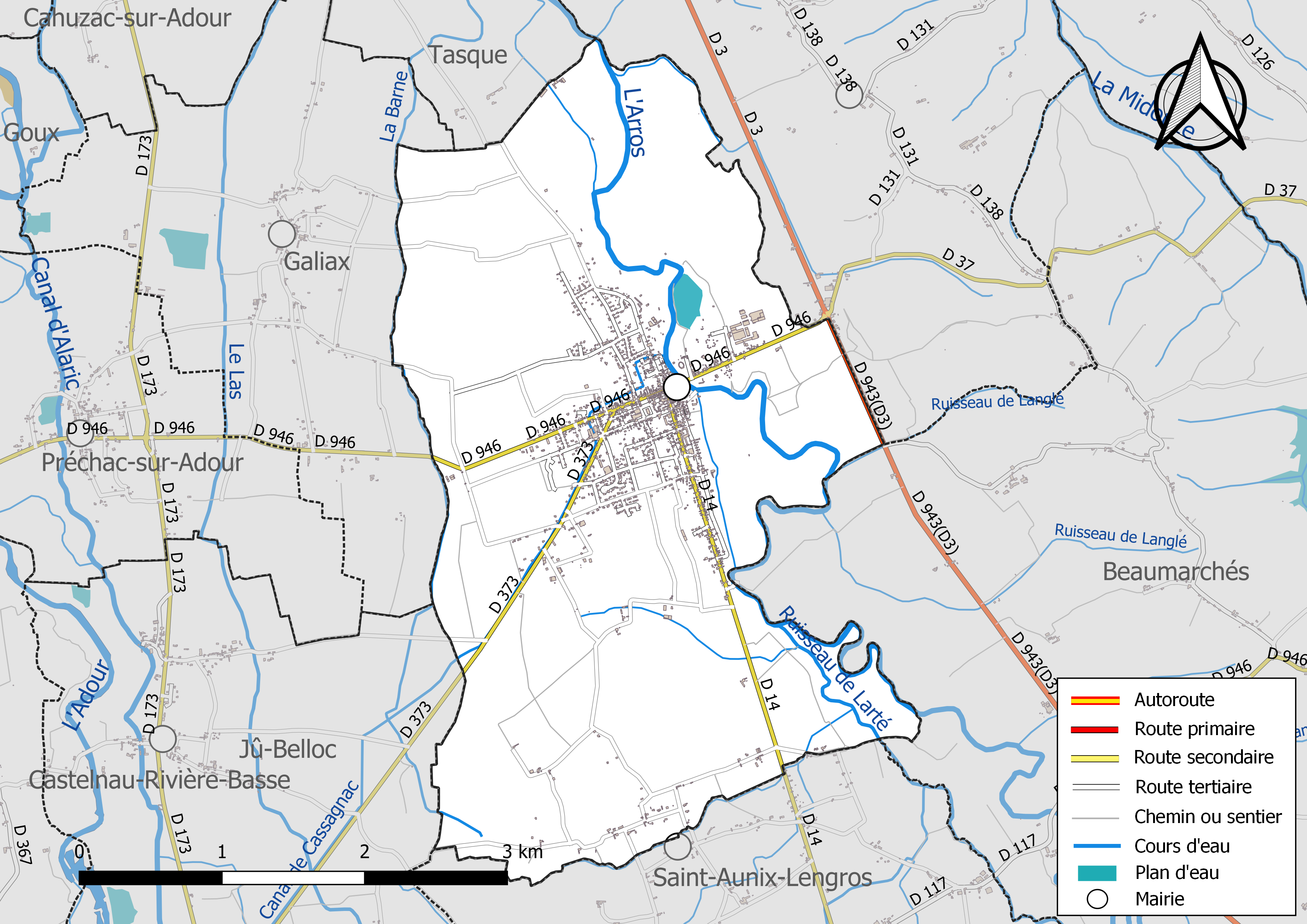
Réseaux hydrographique et routier de Plaisance.

La commune est dans le bassin de l'Adour, au sein du bassin hydrographique Adour-Garonne. Elle est drainée par l'Arros, le Larté, Canal de Cassagnac, la Barne et par divers petits cours d'eau, qui constituent un réseau hydrographique de 17 km de longueur totale,.
L'Arros, d'une longueur totale de 130,8 km, prend sa source dans la commune d'Esparros et s'écoule vers le nord. Il traverse la commune et se jette dans l'Adour à Izotges, après avoir traversé 54 communes.
Le ruisseau de Larté, d'une longueur totale de 17 km, prend sa source dans la commune de Sauveterre et s'écoule vers le nord-ouest. Il traverse la commune et se jette dans l'Arros sur le territoire communal, après avoir traversé 9 communes.

### Climat
Pour des articles plus généraux, voir Climat de l'Occitanie et Climat du Gers.
En 2010, le climat de la commune est de type climat océanique altéré, selon une étude s'appuyant sur une série de données couvrant la période 1971-2000. En 2020, Météo-France publie une typologie des climats de la France métropolitaine dans laquelle la commune est toujours exposée à un climat océanique altéré et est dans la région climatique Aquitaine, Gascogne, caractérisée par une pluviométrie abondante au printemps, modérée en automne, un faible ensoleillement au printemps, un été chaud (19,5 °C), des vents faibles, des brouillards fréquents en automne et en hiver et des orages fréquents en été (15 à 20 jours).
Pour la période 1971-2000, la température annuelle moyenne est de 13,5 °C, avec une amplitude thermique annuelle de 14,8 °C. Le cumul annuel moyen de précipitations est de 952 mm, avec 10,7 jours de précipitations en janvier et 7,1 jours en juillet. Pour la période 1991-2020, la température moyenne annuelle observée sur la station météorologique la plus proche, située sur la commune de Maumusson-Laguian à 12 km à vol d'oiseau, est de 14,1 °C et le cumul annuel moyen de précipitations est de 1 021,5 mm,. Pour l'avenir, les paramètres climatiques de la commune estimés pour 2050 selon différents scénarios d'émission de gaz à effet de serre sont consultables sur un site dédié publié par Météo-France en novembre 2022.

### Milieux naturels et biodiversité

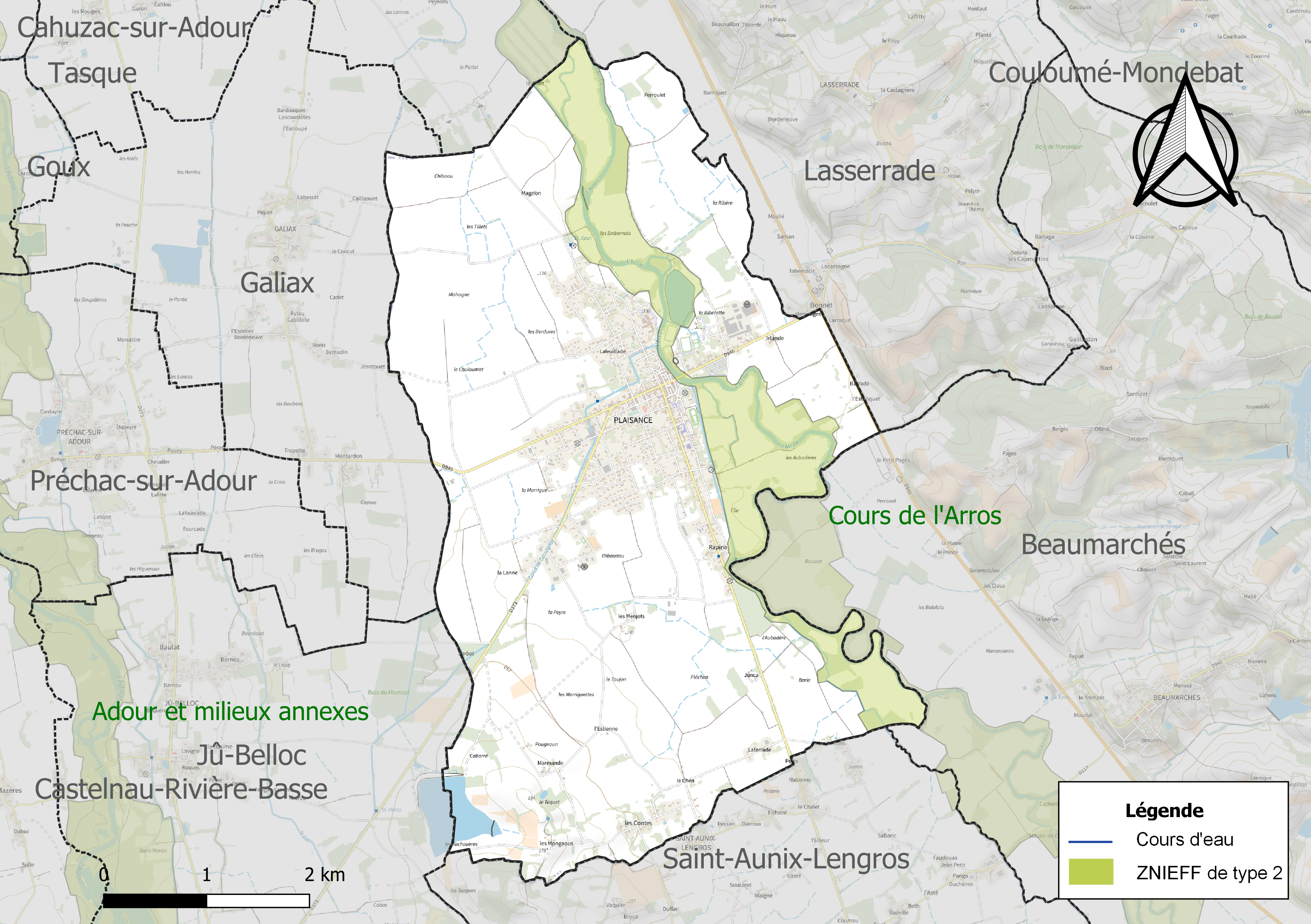
Carte de la ZNIEFF de type 2 localisée sur la commune.

L’inventaire des zones naturelles d'intérêt écologique, faunistique et floristique (ZNIEFF) a pour objectif de réaliser une couverture des zones les plus intéressantes sur le plan écologique, essentiellement dans la perspective d’améliorer la connaissance du patrimoine naturel national et de fournir aux différents décideurs un outil d’aide à la prise en compte de l’environnement dans l’aménagement du territoire.
Une ZNIEFF de type 2 est recensée sur la commune :
le « cours de l'Arros » (1 675 ha), couvrant 41 communes dont 20 dans le Gers et 21 dans les Hautes-Pyrénées.

## Urbanisme

### Typologie
Au 1er janvier 2024, Plaisance est catégorisée bourg rural, selon la nouvelle grille communale de densité à sept niveaux définie par l'Insee en 2022.
Elle est située hors unité urbaine et hors attraction des villes,.

### Occupation des sols
L'occupation des sols de la commune, telle qu'elle ressort de la base de données européenne d’occupation biophysique des sols Corine Land Cover (CLC), est marquée par l'importance des territoires agricoles (84,8 % en 2018), en diminution par rapport à 1990 (86,3 %). La répartition détaillée en 2018 est la suivante : 
terres arables (74,9 %), zones urbanisées (12,6 %), zones agricoles hétérogènes (9,8 %), espaces verts artificialisés, non agricoles (2,3 %), forêts (0,3 %). L'évolution de l’occupation des sols de la commune et de ses infrastructures peut être observée sur les différentes représentations cartographiques du territoire : la carte de Cassini (XVIIIe siècle), la carte d'état-major (1820-1866) et les cartes ou photos aériennes de l'IGN pour la période actuelle (1950 à aujourd'hui).

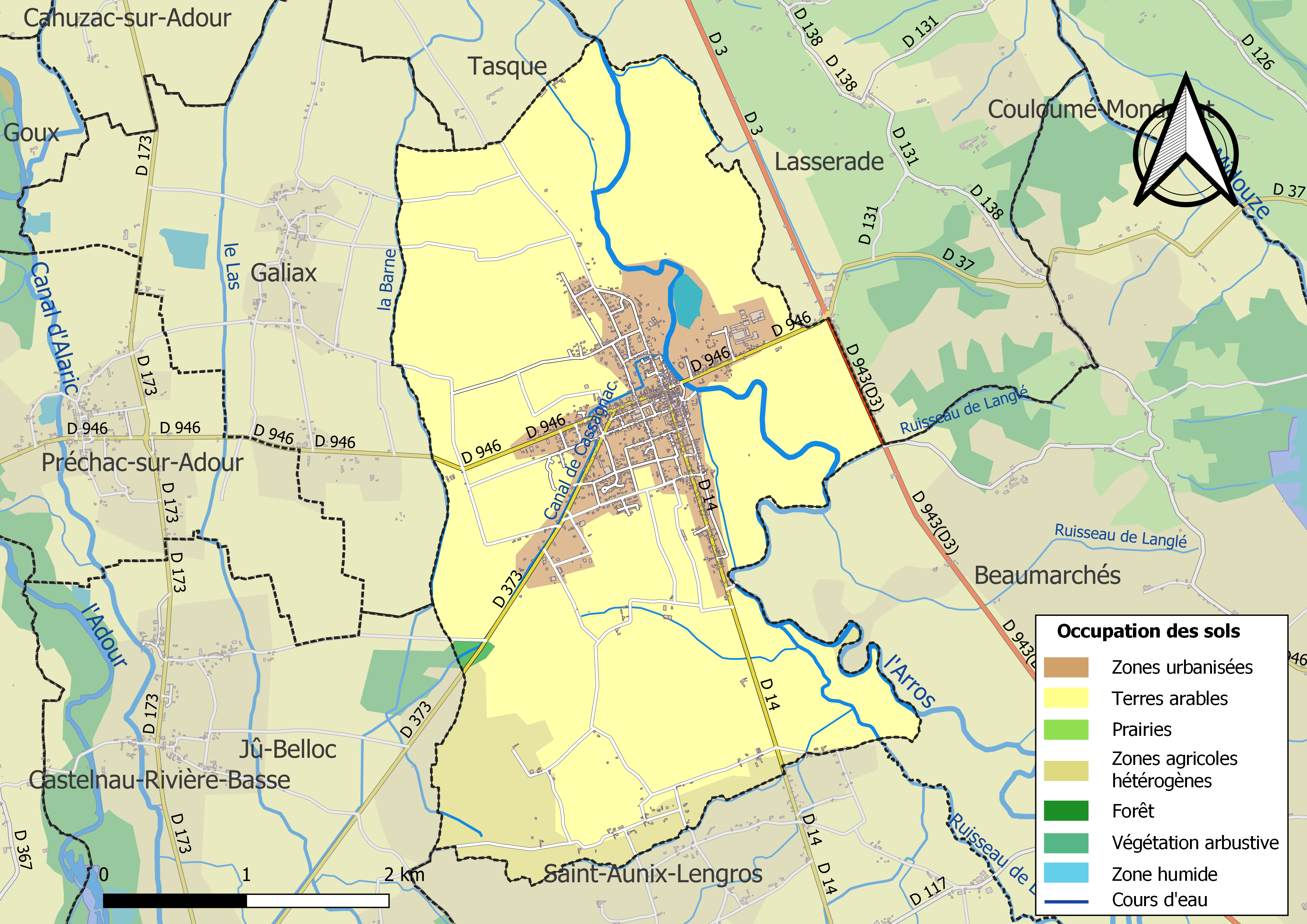
Carte des infrastructures et de l'occupation des sols de la commune en 2018 (CLC).

### Voies de communications et transports
Plaisance est accessible par la RD 3, au nord, depuis Riscle en passant par Termes-d'Armagnac, et qui se poursuit vers Marciac. La RD 946, qui relie Préchac-sur-Adour, à l'ouest à Marciac, au sud.
La ligne 961 du réseau liO relie la commune à la gare de Tarbes et à la gare de Mont-de-Marsan.

### Risques majeurs
Le territoire de la commune de Plaisance est vulnérable à différents aléas naturels : météorologiques (tempête, orage, neige, grand froid, canicule ou sécheresse), inondations et séisme (sismicité faible). Un site publié par le BRGM permet d'évaluer simplement et rapidement les risques d'un bien localisé soit par son adresse soit par le numéro de sa parcelle.
Certaines parties du territoire communal sont susceptibles d’être affectées par le risque d’inondation par débordement de cours d'eau, notamment l'Arros et le ruisseau de Larté. La cartographie des zones inondables en ex-Midi-Pyrénées réalisée dans le cadre du XIe Contrat de plan État-région, visant à informer les citoyens et les décideurs sur le risque d’inondation, est accessible sur le site de la DREAL Occitanie. La commune a été reconnue en état de catastrophe naturelle au titre des dommages causés par les inondations et coulées de boue survenues en 1983, 1988, 1999, 2000, 2001, 2009, 2018 et 2019,.

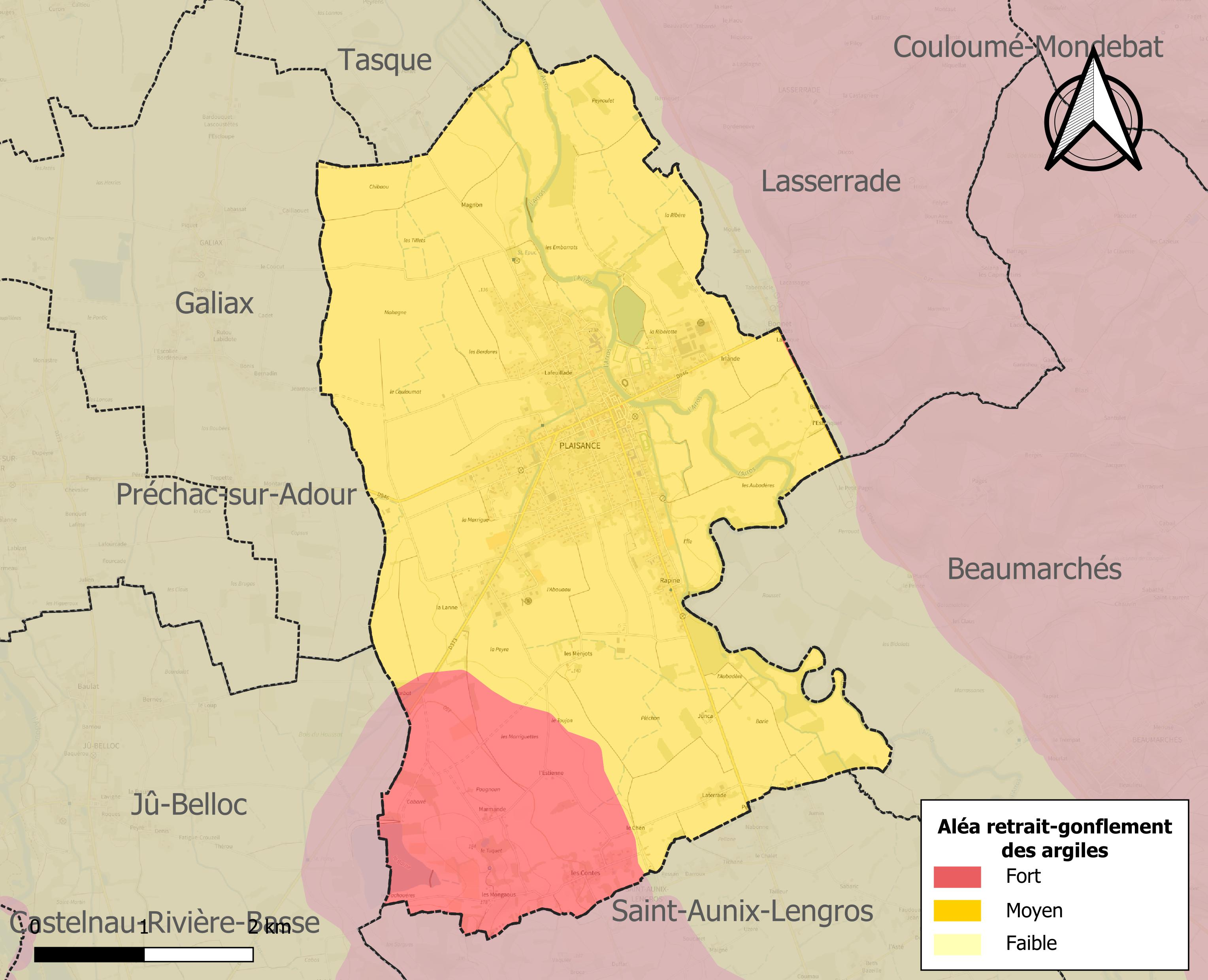
Carte des zones d'aléa retrait-gonflement des sols argileux de Plaisance.

Le retrait-gonflement des sols argileux est susceptible d'engendrer des dommages importants aux bâtiments en cas d’alternance de périodes de sécheresse et de pluie. La totalité de la commune est en aléa moyen ou fort (94,5 % au niveau départemental et 48,5 % au niveau national). Sur les 837 bâtiments dénombrés sur la commune en 2019, 837 sont en aléa moyen ou fort, soit 100 %, à comparer aux 93 % au niveau départemental et 54 % au niveau national. Une cartographie de l'exposition du territoire national au retrait gonflement des sols argileux est disponible sur le site du BRGM,.
Par ailleurs, afin de mieux appréhender le risque d’affaissement de terrain, l'inventaire national des cavités souterraines permet de localiser celles situées sur la commune.
Concernant les mouvements de terrains, la commune a été reconnue en état de catastrophe naturelle au titre des dommages causés par la sécheresse en 1989, 2002 et 2011 et par des mouvements de terrain en 1999.

## Histoire

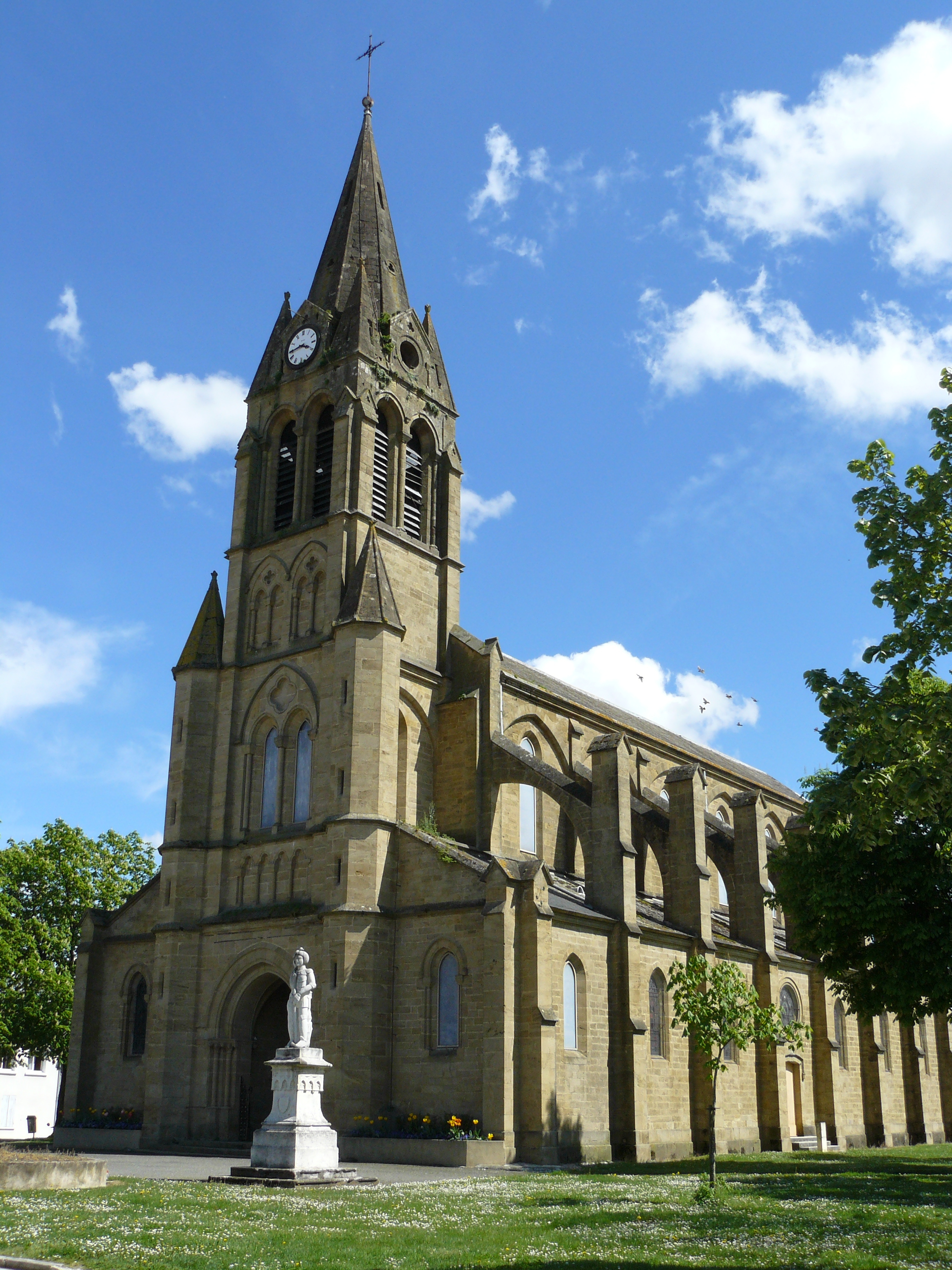
L'église de l'Immaculée Conception à Plaisance

Plaisance fut fondée par le comte Jean Ier d'Armagnac et l'abbé de la Case-Dieu. Cette bastide succédait à un village préexistant. Bastide tardive, Plaisance se développe mal. Elle connut, en outre, les vicissitudes liées aux affrontements entre anglais et français. Plaisance fut ainsi détruite une première fois en 1338 par les Anglais. Elle fut de nouveau incendiée en 1355 par le Prince Noir qui s'opposait à la famille d'Armagnac.
La bastide fut reconstruite mais dans des proportions bien plus modestes et fut baptisée Plaisance en lieu et place de son ancien nom : Ribaute (= Rive Haute ou Ripa Alta).
Plaisance végéta pendant toute la période de l'Ancien Régime faute d'importantes fonctions administratives ou religieuses.
Cependant à la fin du XVIIIe siècle et au début du XIXe siècle, grâce aux frères Louis Lanafoërt et Joseph Louis Lanafoërt, les grands maires bâtisseurs du Plaisance du XIXe siècle, Plaisance connaît un réel essor et retrouve les dimensions de l'ancienne bastide. Sous le Second Empire, grâce au gendre de Louis Lanafoërt, Jean-François Doat, maire de Plaisance de 1848 à 1852 et surtout conseiller général du Gers de 1858 à 1869, Plaisance connaît un essor industriel important avec l'ouverture de la gare de Castelnau, et la construction d'un second moulin achevé en 1864, le moulin de Lalanne, disparu au XXe siècle.
Après la fin de la Première Guerre mondiale, qui a vu disparaître presque la plupart des hommes des grandes familles plaisantines (notamment la famille Sabail et L'Officier, héritière des Lanafoërt et Doat), Plaisance reprit son déclin.

Au XXe siècle, l'activité de la ville tourne autour de l'agriculture et de la viticulture. Mais la ville a continué son longs déclin qui s’est accentué à partir de 1969, notamment au profit de Marciac, dont le rayonnement croissait tandis que celui de Plaisance périclitait.

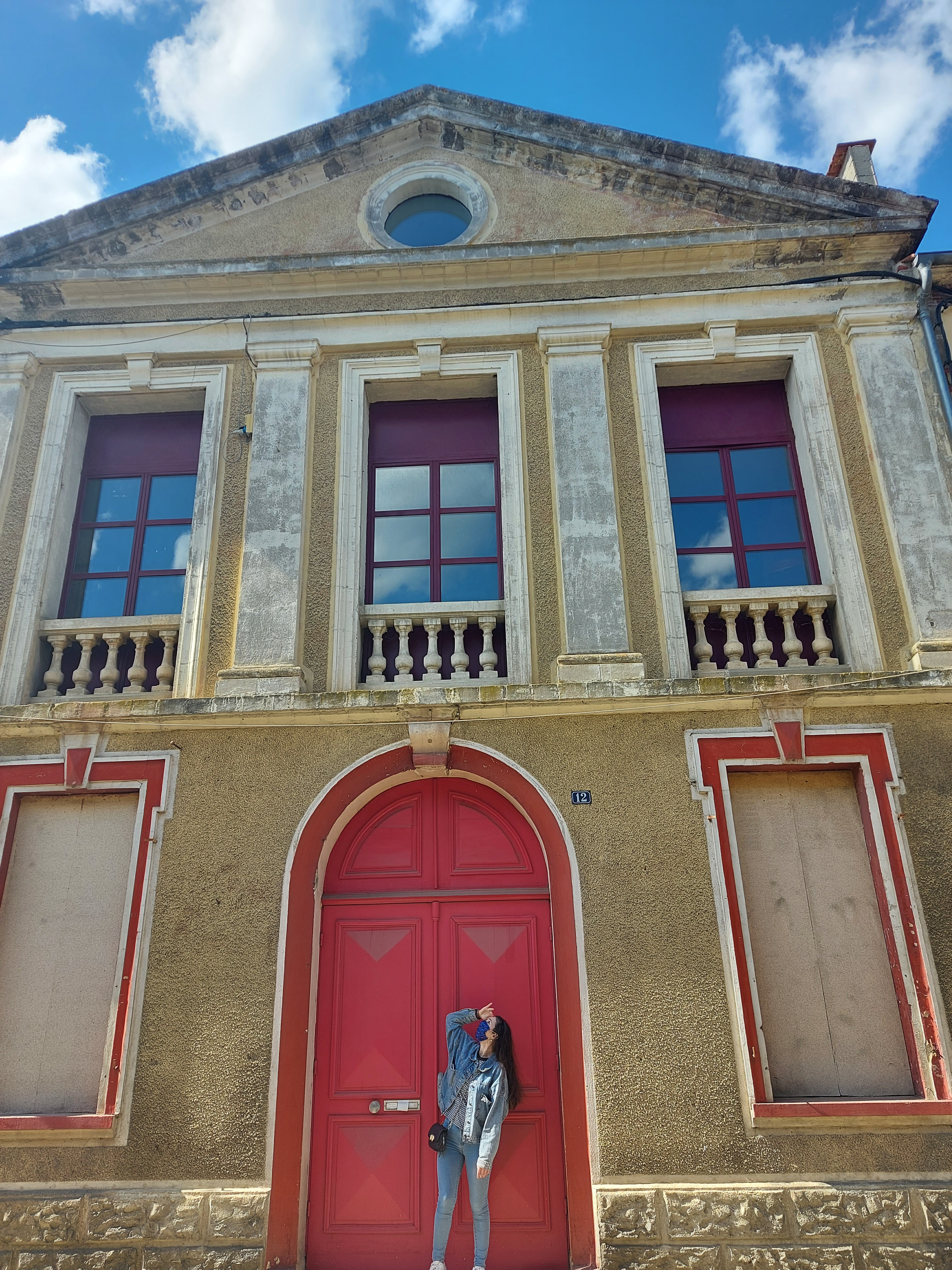
Central Cinéma rue Adour
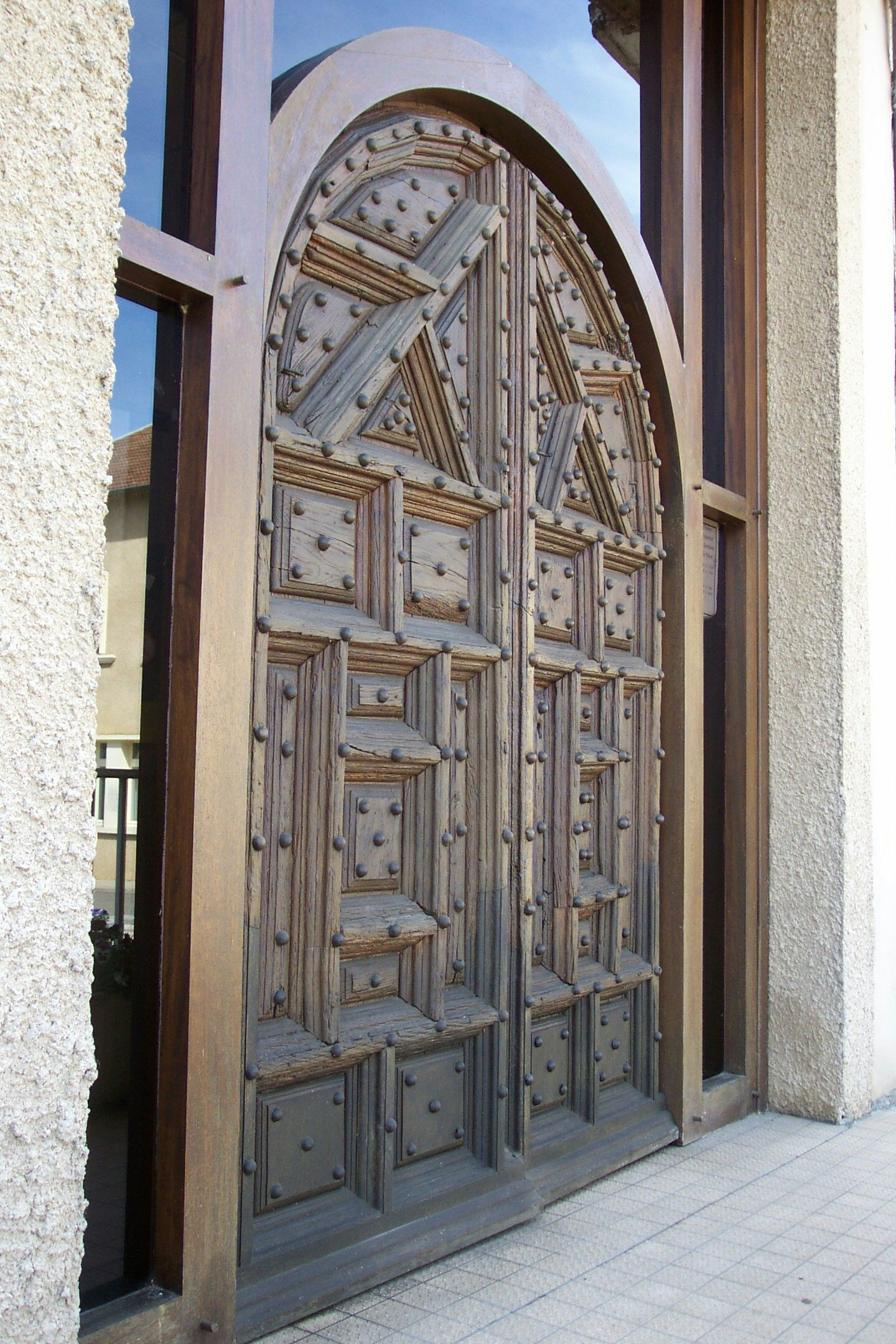
Porte de l'église Saint-Nicolas
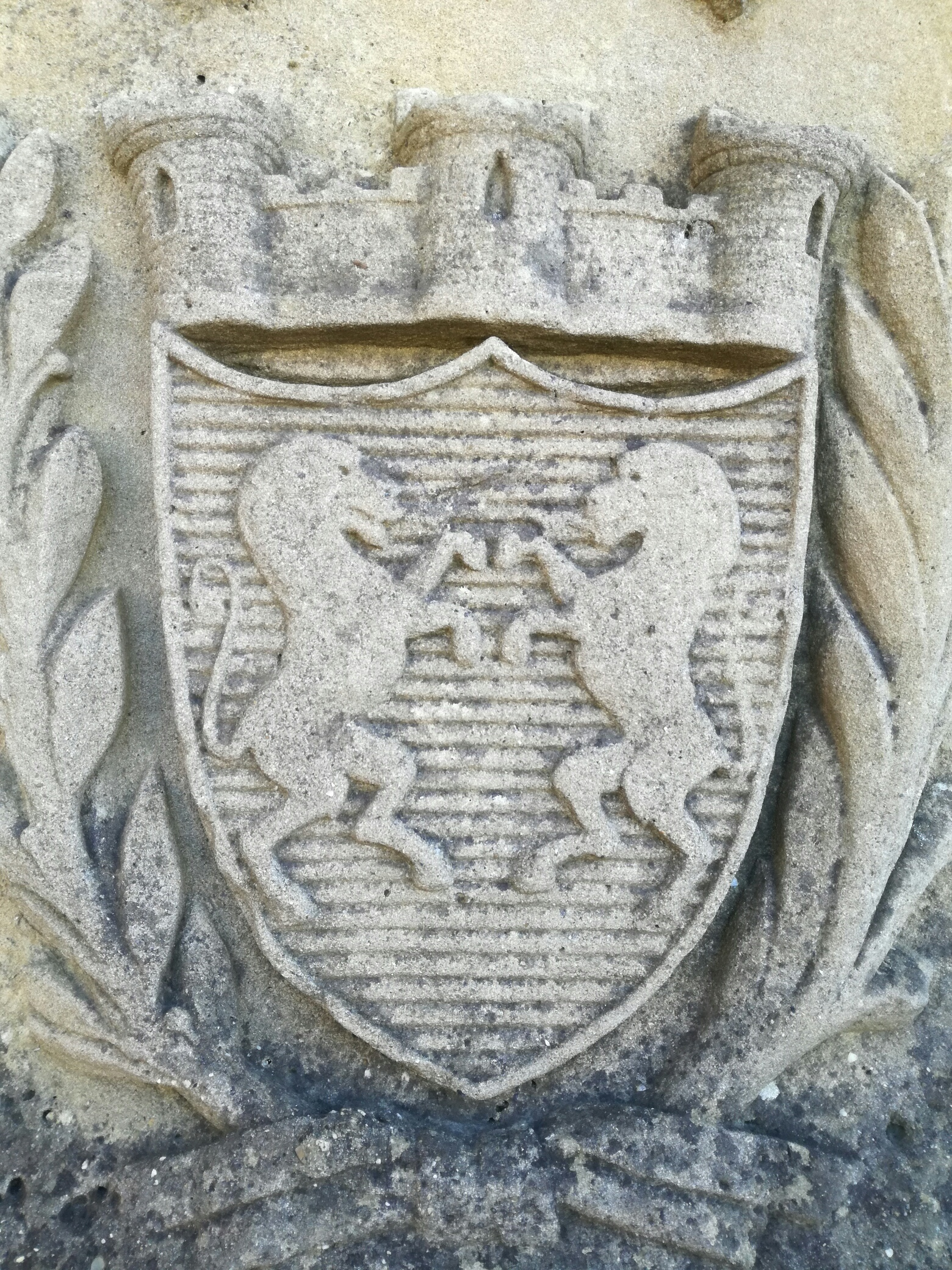
Blason statue devant l'église
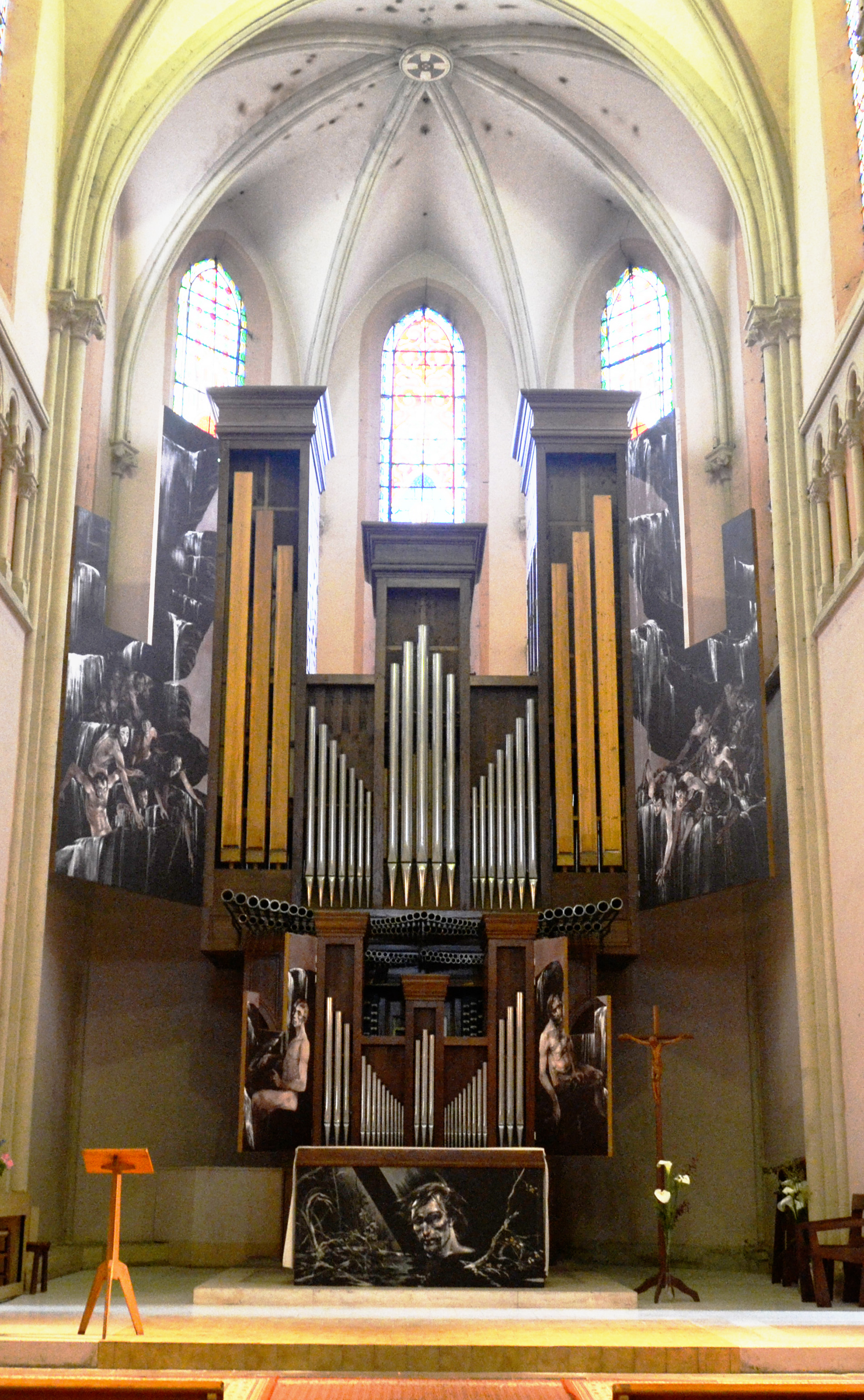
Grand Orgue neuf

## Politique et administration

### Administration municipale
Le nombre d'habitants au recensement de 2019 étant de 1 429 habitants, le nombre de membres du conseil municipal pour l'élection de 2020 est de quinze,.

### Rattachements administratifs et électoraux
Commune faisant partie de l'arrondissement de Mirande de la communauté de communes Bastides et vallons du Gers et du canton de Pardiac-Rivière-Basse (avant le redécoupage départemental de 2014, Plaisance était le chef lieu de l'ex-canton de Plaisance).

### Liste des maires

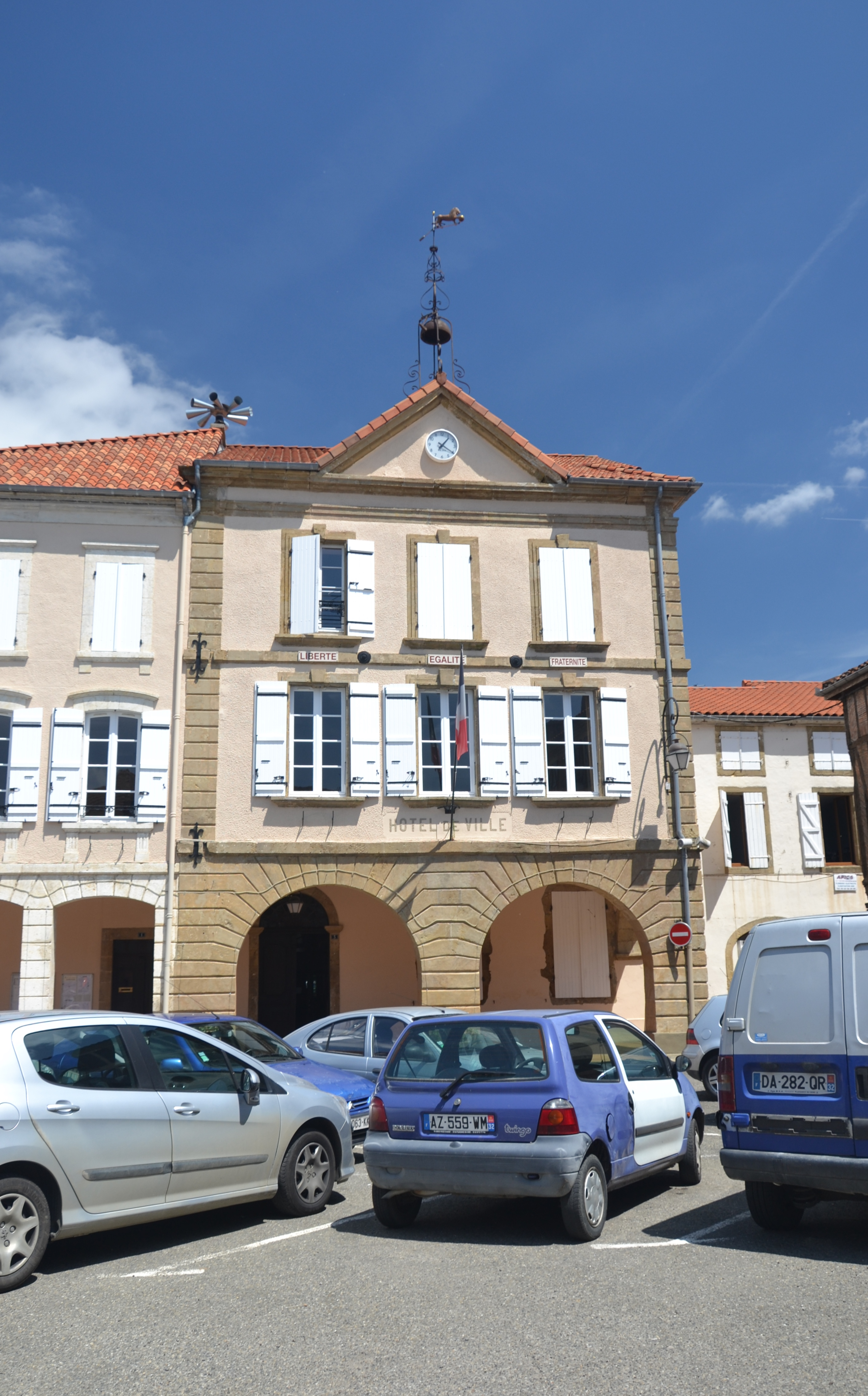
mairie de Plaisance

| Période                                  | Période  | Identité               | Étiquette                                   | Qualité                                               |
| ---------------------------------------- | -------- | ---------------------- | ------------------------------------------- | ----------------------------------------------------- |
| 1944                                     | 1969     | Louis Pérès            |                                             |                                                       |
| 1969                                     | 1989     | Jean-Louis Quéreillahc | Rad.ind. puis UDR puis DVD puis DVG puis PS | Ecrivain-paysan, conseiller général (1949-1992)       |
| 1989                                     | 2001     | Jean Izaac             |                                             |                                                       |
| 2001                                     | 2020     | Régis Soubabère        | UMP-LR                                      | Agriculteur retraité - Conseiller général (1992-2011) |
| 2020                                     | En cours | Patrick Fitan          |                                             |                                                       |
| Les données manquantes sont à compléter. |          |                        |                                             |                                                       |

## Population et société

### Démographie
L'évolution du nombre d'habitants est connue à travers les recensements de la population effectués dans la commune depuis 1793. Pour les communes de moins de 10 000 habitants, une enquête de recensement portant sur toute la population est réalisée tous les cinq ans, les populations de référence des années intermédiaires étant quant à elles estimées par interpolation ou extrapolation. Pour la commune, le premier recensement exhaustif entrant dans le cadre du nouveau dispositif a été réalisé en 2007.

En 2022, la commune comptait 1 426 habitants, en évolution de −3,26 % par rapport à 2016 (Gers : +1,04 %, France hors Mayotte : +2,11 %).
| 1793  | 1800  | 1806  | 1821  | 1831  | 1841  | 1846  | 1851  | 1856  |
| ----- | ----- | ----- | ----- | ----- | ----- | ----- | ----- | ----- |
| 1 206 | 1 239 | 1 198 | 1 555 | 1 644 | 1 791 | 1 859 | 1 990 | 1 954 |

| 1861  | 1866  | 1872  | 1876  | 1881  | 1886  | 1891  | 1896  | 1901  |
| ----- | ----- | ----- | ----- | ----- | ----- | ----- | ----- | ----- |
| 1 922 | 2 028 | 1 996 | 2 055 | 2 095 | 2 102 | 1 904 | 1 834 | 1 683 |

| 1906  | 1911  | 1921  | 1926  | 1931  | 1936  | 1946  | 1954  | 1962  |
| ----- | ----- | ----- | ----- | ----- | ----- | ----- | ----- | ----- |
| 1 725 | 1 548 | 1 415 | 1 391 | 1 299 | 1 379 | 1 346 | 1 412 | 1 490 |

| 1968  | 1975  | 1982  | 1990  | 1999  | 2006  | 2007  | 2012  | 2017  |
| ----- | ----- | ----- | ----- | ----- | ----- | ----- | ----- | ----- |
| 1 535 | 1 576 | 1 575 | 1 657 | 1 479 | 1 468 | 1 465 | 1 475 | 1 461 |

| 2022  | - | - | - | - | - | - | - | - |
| ----- | - | - | - | - | - | - | - | - |
| 1 426 | - | - | - | - | - | - | - | - |

| selon la population municipale des années : | 1968 | 1975 | 1982 | 1990 | 1999 | 2006 | 2009 | 2013 |
| Rang de la commune dans le département      | 16   | 15   | 16   | 15   | 16   | 18   | 18   | 18   |
| Nombre de communes du département           | 466  | 462  | 462  | 462  | 463  | 463  | 463  | 463  |

### Enseignement
Plaisance dépend de l'académie de Toulouse. Les élèves de la commune commencent leur scolarité à l'école maternelle du village (2 classes), regroupant 48 enfants, puis à l'école primaire (5 classes), regroupant 92 enfants. Ils poursuivent au collège Louis Pasteur (8 classes), toujours au village,. Une antenne du Greta est également installée à Plaisance.

### Santé
Plaisance ne dispose pas d'hôpital, mais plusieurs professionnels de santé sont installés dans la commune : 4 médecins, 1 pharmacie, 2 dentistes, 3 cabinets d'infirmiers, 1 cabinet de kinésithérapeutes, 1 podologue, une ostéopathe, 1 orthophoniste, 1 opticien, 1 diététicien et 1 cabinet.

### Cultes
La paroisse catholique de Notre-Dame de Plaisance dépend de l'archidiocèse d'Auch. Elle regroupe 14 communes autour de celle de Plaisance, dans le secteur pastoral Rivières-Basses.

### Services publics
Plusieurs services publics sont installés à Plaisance : bureau de poste, trésor public, pompiers.

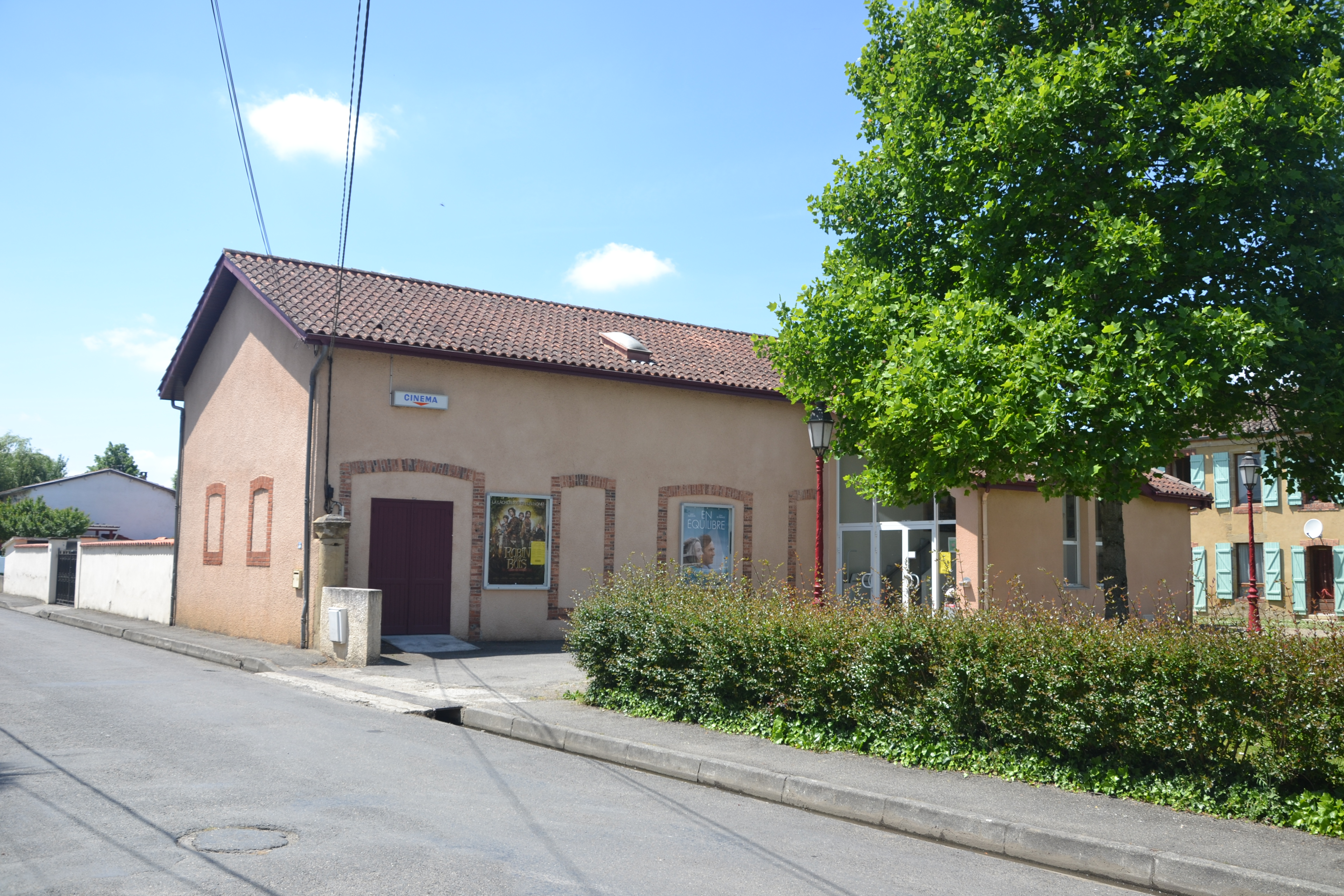
CINÉ EUROPE à Plaisance

### Manifestations culturelles et festivités
- En mars, le dernier week-end, Saint Mont Vignoble en fête.
- Tous les ans, en mai, se tient le Salon des métiers d'art[46].
- Au 14 juillet, la journée taurine avec Becerrada et Novillada.
- Fête locale le 2e week-end d'août avec une course landaise.
- Festival international du jeux, RPGers, créé en 1998, tous les derniers week-end d'août[47].
- Festival Orgue et Cinéma Muet fin octobre
- Tout au long de l'année : vide-greniers, expositions, conférences, lotos, concerts...
- Marché traditionnel le jeudi matin

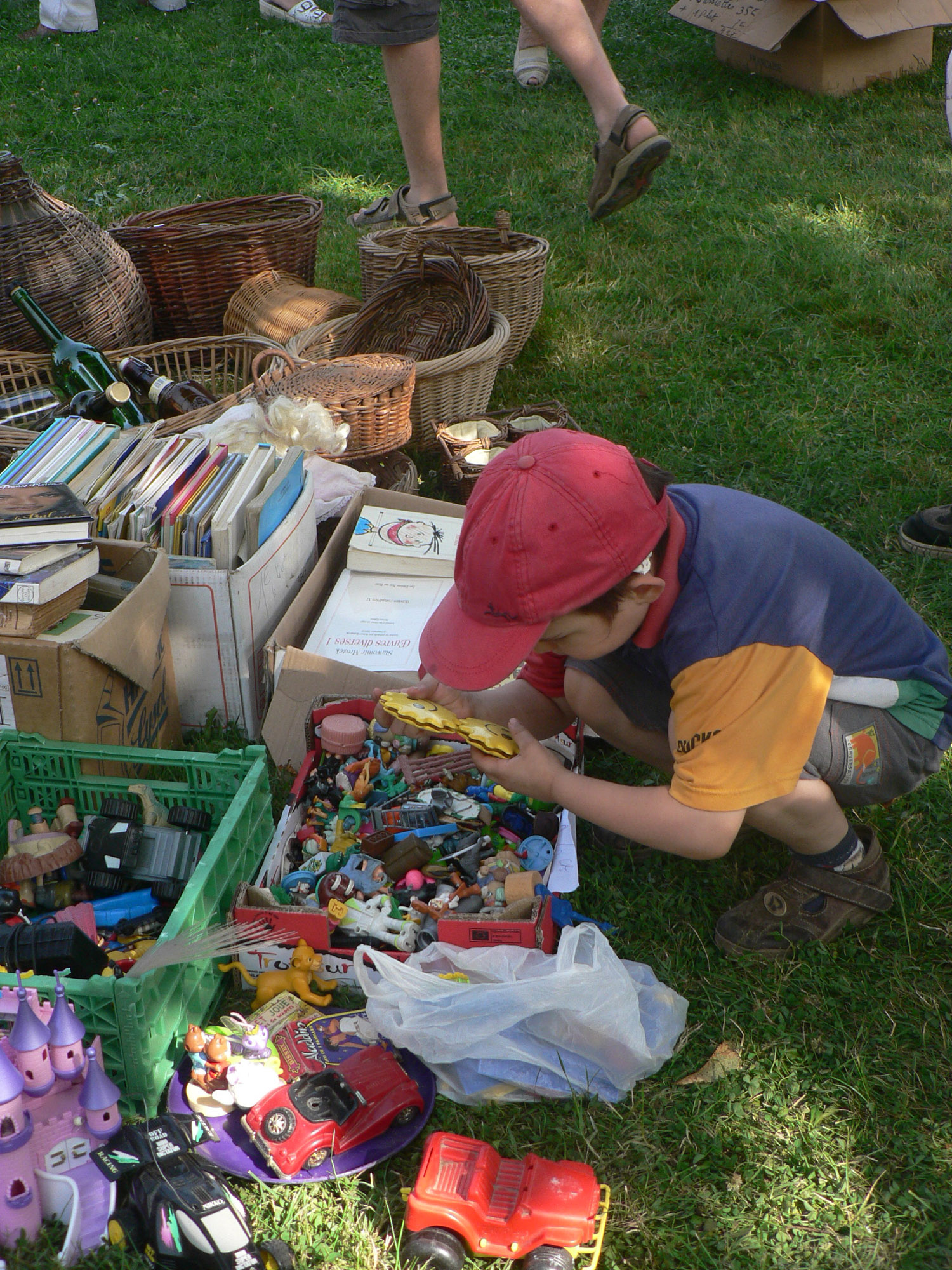
Vide-Greniers
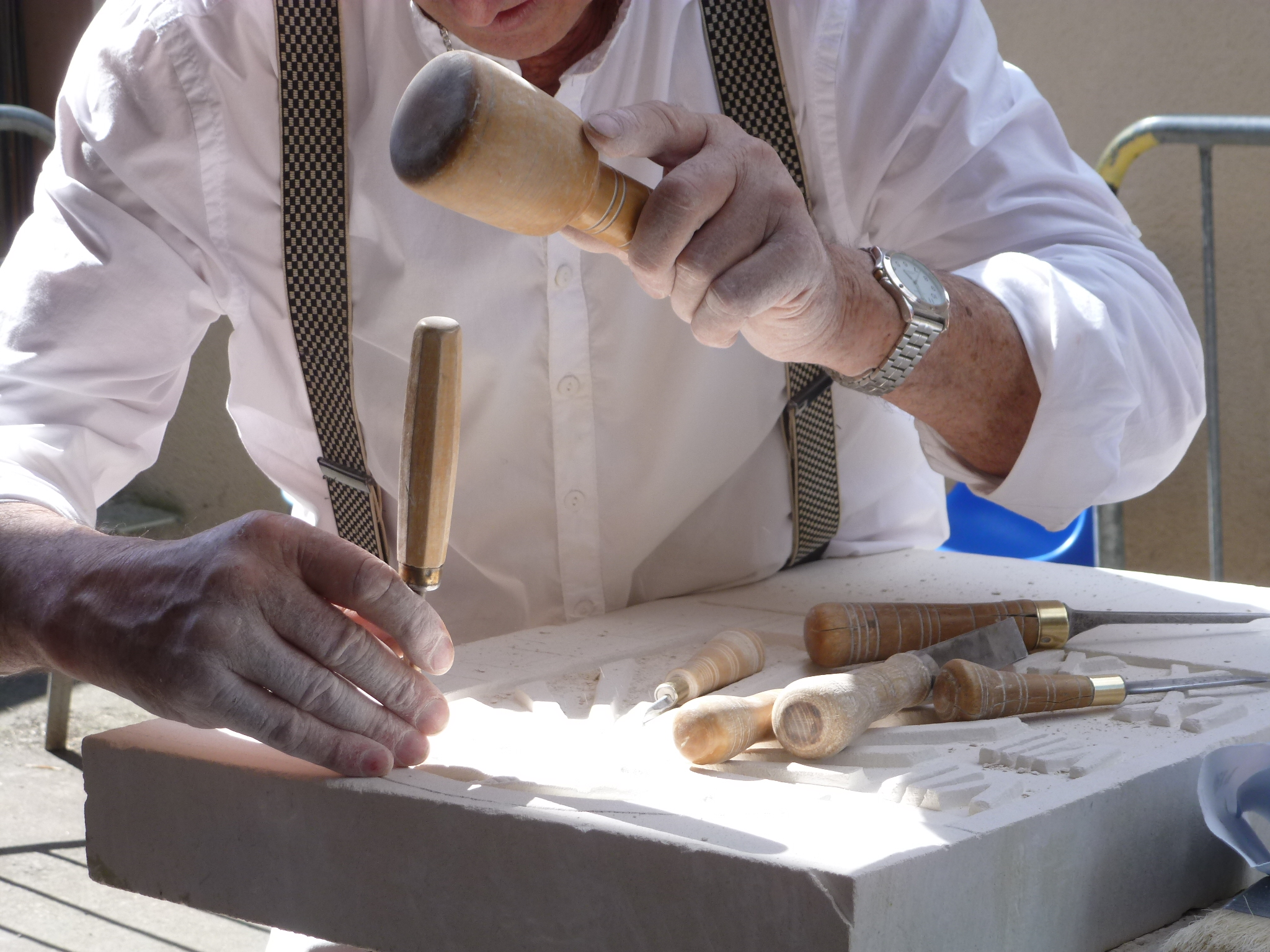
Salon des Métiers d'art
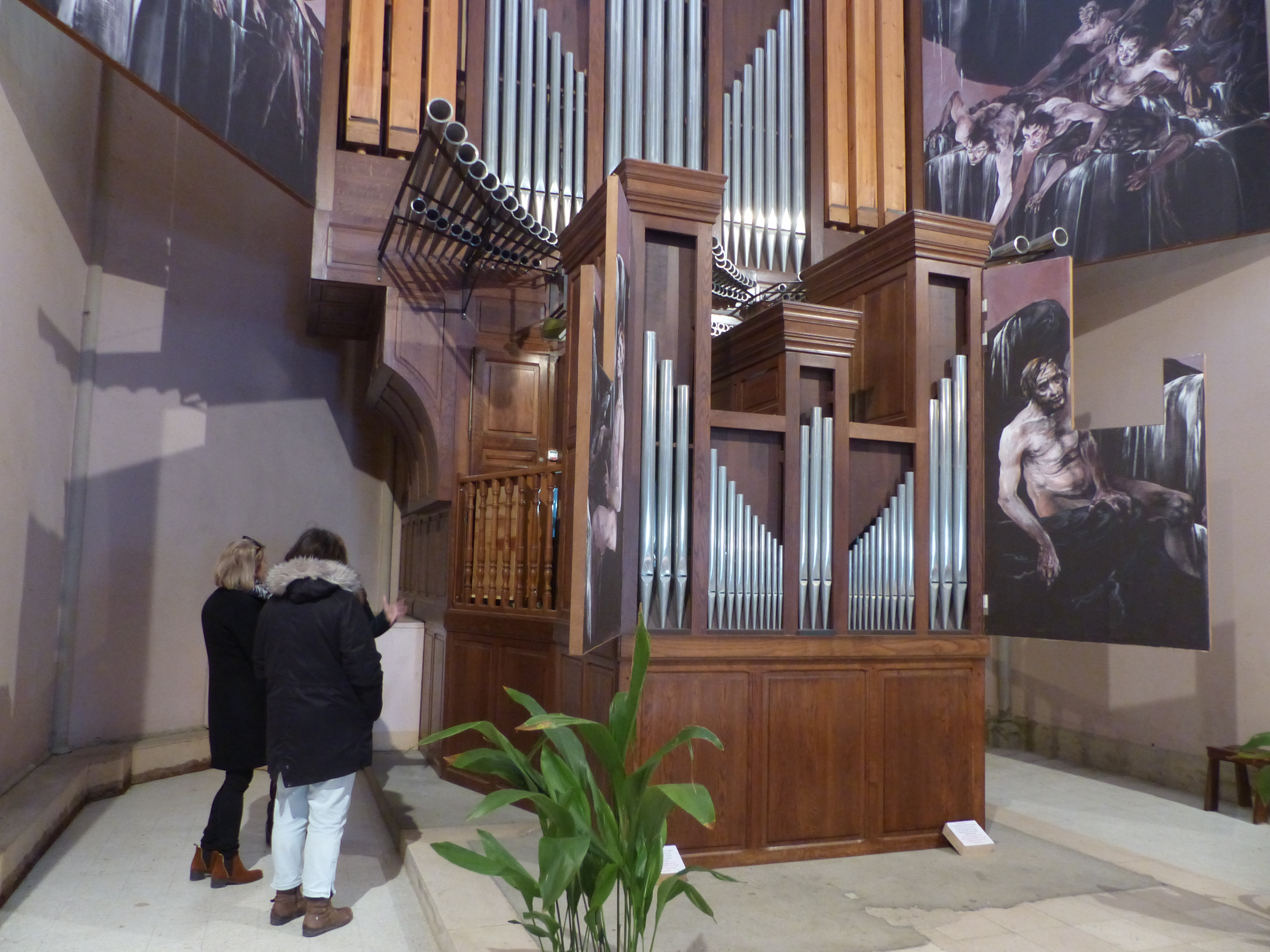
Grand Orgue

### Activités sportives
Rugby à XV
- L'Union sportive Plaisance du Gers, devenue Union Rivière Basse (Riscle-Plaisance du Gers) puis Union sportive plaisantine[48],[49] :
  - Champion de France de 4e série en 2011
  - Vice-champion de France Honneur en 1992
  - Champion de France de 1re série en 1980
  - Vice-champion de France de 4e série en 1956

## Économie

### Revenus
En 2018 (données Insee publiées en septembre 2021), la commune compte 742 ménages fiscaux, regroupant 1 351 personnes. La médiane du revenu disponible par unité de consommation est de 19 010 € (20 820 € dans le département).

### Emploi
|                | 2008  | 2013  | 2018  |
| -------------- | ----- | ----- | ----- |
| Commune        | 7,8 % | 9 %   | 10 %  |
| Département    | 6,1 % | 7,5 % | 8,2 % |
| France entière | 8,3 % | 10 %  | 10 %  |

En 2018, la population âgée de 15 à 64 ans s'élève à 729 personnes, parmi lesquelles on compte 70,1 % d'actifs (60,1 % ayant un emploi et 10 % de chômeurs) et 29,9 % d'inactifs,. En  2018, le taux de chômage communal (au sens du recensement) des 15-64 ans est supérieur à celui de la France et du département, alors qu'il était inférieur à celui de la France en 2008.
La commune est hors attraction des villes,. Elle compte 606 emplois en 2018, contre 624 en 2013 et 706 en 2008. Le nombre d'actifs ayant un emploi résidant dans la commune est de 448, soit un indicateur de concentration d'emploi de 135,1 % et un taux d'activité parmi les 15 ans ou plus de 40,2 %.
Sur ces 448 actifs de 15 ans ou plus ayant un emploi, 203 travaillent dans la commune, soit 45 % des habitants. Pour se rendre au travail, 79,1 % des habitants utilisent un véhicule personnel ou de fonction à quatre roues, 0,9 % les transports en commun, 11,4 % s'y rendent en deux-roues, à vélo ou à pied et 8,5 % n'ont pas besoin de transport (travail au domicile).

### Activités hors agriculture

#### Secteurs d'activités
156 établissements sont implantés  à Plaisance au 31 décembre 2019. Le tableau ci-dessous en détaille le nombre par secteur d'activité et compare les ratios avec ceux du département,.
| Secteur d'activité                                                                                        | Commune | Commune | Département |
| Secteur d'activité                                                                                        | Nombre  | %       | %           |
| --- | ------- | ------- | ----------- |
| Ensemble                                                                                                  | 156     | 100 %   | (100 %)     |
| Industrie manufacturière, industries extractives et autres                                                | 14      | 9 %     | (12,3 %)    |
| Construction                                                                                              | 23      | 14,7 %  | (14,6 %)    |
| Commerce de gros et de détail, transports, hébergement et restauration                                    | 44      | 28,2 %  | (27,7 %)    |
| Information et communication                                                                              | 2       | 1,3 %   | (1,8 %)     |
| Activités financières et d'assurance                                                                      | 9       | 5,8 %   | (3,5 %)     |
| Activités immobilières                                                                                    | 6       | 3,8 %   | (5,2 %)     |
| Activités spécialisées, scientifiques et techniques et activités de services administratifs et de soutien | 14      | 9 %     | (14,4 %)    |
| Administration publique, enseignement, santé humaine et action sociale                                    | 31      | 19,9 %  | (12,3 %)    |
| Autres activités de services                                                                              | 13      | 8,3 %   | (8,3 %)     |

Le secteur du commerce de gros et de détail, des transports, de l'hébergement et de la restauration est prépondérant sur la commune puisqu'il représente 28,2 % du nombre total d'établissements de la commune (44 sur les 156 entreprises implantées  à Plaisance), contre 27,7 % au niveau départemental.

#### Entreprises et commerces
Les cinq entreprises ayant leur siège social sur le territoire communal qui génèrent le plus de chiffre d'affaires en 2020 sont : 
- Syber, supermarchés (10 522 k€)
- Tonnellerie De L'adour, fabrication d'emballages en bois (3 536 k€)
- Merranderie De L'adour, commerce de gros (commerce interentreprises) de bois et de matériaux de construction (394 k€)
- Adse, travaux d'installation électrique dans tous locaux (246 k€)
- Alarme Domotique Services - Ads, travaux d'installation électrique dans tous locaux (182 k€)

### Agriculture

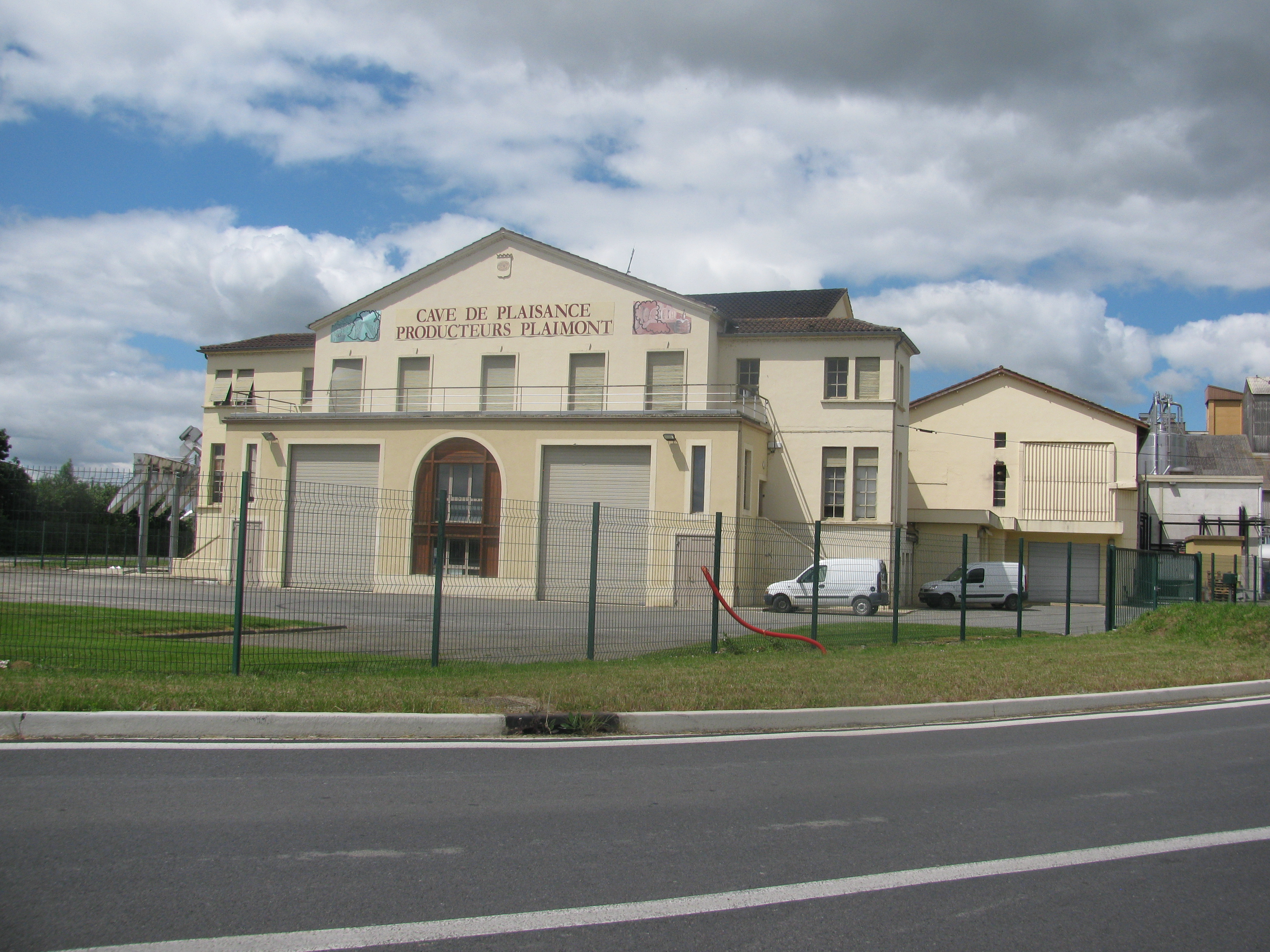
Cave coopérative

Plaisance fait partie des Côtes-de-saint-mont (AOVDQS). Rivière-Basse est une région du Gers essentiellement agricole : céréales avec une domination du maïs, soja, vignes et élevage de bovins.
Plaisance possède une cave coopérative de vin de Plaimont producteurs.
|               | 1988 | 2000 | 2010 | 2020  |
| ------------- | ---- | ---- | ---- | ----- |
| Exploitations | 30   | 18   | 11   | 7     |
| SAU (ha)      | 740  | 463  | 473  | 1 191 |

La commune est dans la Rivière Basse, une petite région agricole occupant une partie ouest du département du Gers. En 2020, l'orientation technico-économique de l'agriculture  sur la commune est la culture de céréales et/ou d'oléoprotéagineuses. Sept exploitations agricoles ayant leur siège dans la commune sont dénombrées lors du recensement agricole de 2020 (30 en 1988). La superficie agricole utilisée est de 1 191 ha,,.

### Commerces et artisanats

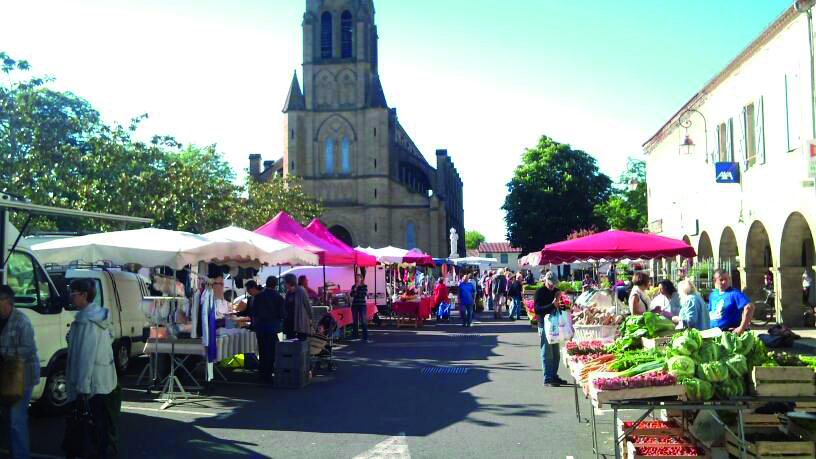
Marché du jeudi matin

En plus d'un marché hebdomadaire, le jeudi matin, sur la place de l'église, la commune dispose de nombreux commerces dont 1 supermarché, 1 petite supérette, 1 banque, des assurances, trois bars, trois restaurants, deux boulangeries, deux boucheries. Les onze artisans et les habitants du villages ont deux enseignes de matériaux, ainsi que de nombreux services à leur disposition.

### Tourisme
Plaisance ne possède pas de bureau d'information touristique (bureau d'accueil de l'office de tourisme), les plus proches se situent à Riscle et à Marciac.
L'hébergement touristique est composé d'un camping 3 étoiles, d'un établissement insolite louant des yourtes, de 3 gîtes et ainsi 2 chambres d'hôtes.

## Culture locale et patrimoine

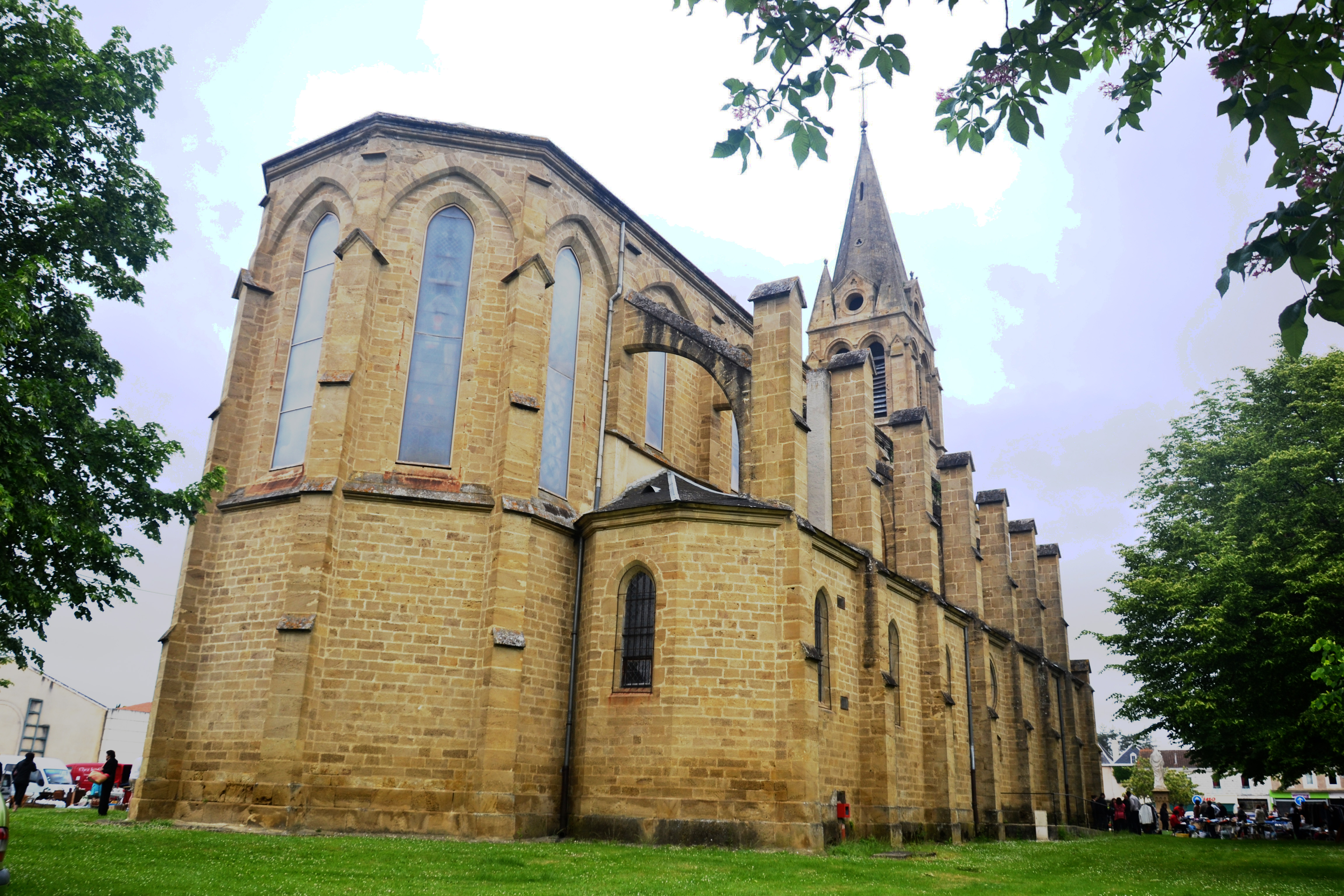
Église de l'Immaculée-Conception de Plaisance

### Lieux et monuments
- La place à garlandes du XIVe siècle, noyau du bourg jusqu'au XIXe siècle, montre quelques belles maisons à colombage.
- L'église de l'Immaculée-Conception, de style néo-gothique, construite au XIXe siècle par l'architecte Durand, reprend le plan de Notre-Dame de Lourdes[55]. En 1988, le facteur Daniel Birouste et l’artiste Daniel Ogier, créaient le Grand Orgue, orgue-retable situé dans le chœur de l'église[56].
- Tour carrée, vestige de l'ancien rempart du village, détruit au XVIIIe siècle. Elle fut un temps prison, durant la révolution française[57].
- Hôtel particulier de Lanafoërt-Chapelain, XVIIe-XVIIIe siècle. Construit par la famille Lanafoërt-Chapelain en 1687 sur des fondations datant de 1590, puis modifié en 1782, cet hôtel particulier de type Gascon fut le siège de l'étude de notaire  de Plaisance, détenue par la même famille durant plus de 300 ans. C’est un exemple typique de l‘architecture Gascogne de cette époque.
- Arènes[58].

### Équipements culturels
- Une salle de cinéma d'art et d'essais, proposant les films commerciaux actuels, affiliée à l'« association Ciné 32 », qui anime 23 salles dans le département du Gers[59].
- Une médiathèque intercommunale.

### Personnalités liées à la commune
- Jean-Jacques de Laterrade (1758-1794), général de la Révolution française
- Louis Lanafoërt (1782-1819), avocat en parlement, législateur et notaire royal français[60], maire de Plaisance du Gers (1818-1819). Fils de Jean Gabriel Lanafoërt, époux de Marie-Henriette Magenc (1782-1850) fille de Joseph Magenc, juge de paix, et tante d’Alexandre Magenc (1822-1894), peintre.
- Joseph Louis Lanafoërt (1788-1842), avocat en parlement et procureur impérial près le Tribunal d'Auch. Avocat général près la Cour d'Appel d'Agen, premier Conseiller Général du département du Gers, élu pour le canton de Plaisance (1833-1842). Maire bâtisseur du Plaisance du XIXe siècle (1822-1842). On lui doit, entre autres, le percement de la grande rue et la construction de la place de l'église. Collabora également avec son frère, Louis, à la rédaction du nouveau Code civil des Français.
- Elmire Lanafoërt-Doat (1809-1880), marchande d'art, mécène et collectionneuse française, épouse de Jean-François Doat, cousin d'Alexandre Magenc, constitua la collection Alexandre Magenc, transmise aujourd'hui à son héritier, Christophe Chapelain L'officier.
- Jean-Pierre Bonnafont (1805-1891), né à Plaisance, médecin oto-rhino-laryngologue, membre de l'Académie de médecine.
- Jean-François Doat (1801-1869) Maire de Plaisance (1848-1852), conseiller général du Gers (1858-1869), on lui doit une grande partie du développement économique de Plaisance sous le second empire. Epousa la descendante Lanafoërt, Elmire Lanafoërt-Doat.
- Claude Jobert (1829-1903), ingénieur-mécanicien et inventeur français, mort à Plaisance ;
- Louise Doat-Sabail (1845-1892), marchande d'art, mécène et collectionneuse française, fille d'Elmire et de Jean François Doat.
- Alexandre Magenc (1822-1894), né à Plaisance, peintre, auteur de l'œuvre  "la Résurrection" de l'église de Plaisance, classé monument historique, et d'une cinquantaine de tableau, dont une partie constitue aujourd'hui la collection Magenc, détenue par son cousin, Christophe Chapelain L'officier.
- Alfred Sabail, né au Château Montus en 1840, décédé en 1927 à Plaisance, notaire et homme politique libérale, maire de Plaisance, (1870-1871) et (1908-1920), Président de la Chambre des Notaires du Gers. Épousa la fille de Jean-François Marie Doat, Louise Doat.
- Bernard-Adolphe Granier de Cassagnac (1806 -1880) journaliste et homme politique bonapartiste, député du Gers (1852 - 1870) (1876 - 1880)[61].
- Pierre Marius L'officier (1872-1916), Capitaine d'infanterie coloniale du Tonkin, membre de l'état-major de l'armée française du Tonkin, et de la société de Géographie de Paris, époux de Henriette Sabail, fille d'Alfred Sabail, héritière des Lanafoërt, héros de verdun, chevalier de la légion d'honneur, chevalier de l'ordre souverain de Malte, Croix de guerre 1914-1918. Mort à Verdun en 1916 après avoir sauvé quatre de ses hommes lors d'un assaut.
- Émile Pladner (1906 - 1980), champion du monde de boxe anglaise (le 2 mars 1929 au Vélodrome d'hiver).
- Jean Charles L'officier (1913-1974), fils de Pierre Marius L'officier et petit fils d'Alfred Sabail, héritier des Lanafoërt-Doat, chef d'entreprise, président du Bon Marché à Paris, puis vice-président du groupe Lafarge, Cadet de Saumur, officier de la Légion d'honneur, Chevalier de l'ordre souverain de Malte Croix de guerre 1939-1945.
- Jean-Louis Quéreillahc (1921-2018), écrivain et ancien maire de Plaisance (1969-1989). Il obtint le prix Scarron 1962, pour son livre, Untel Maire.

### Héraldique
| Blason | Blasonnement : De gueules à deux agneaux paissant d'argent en chef et au chien arrêté du même en pointe. |